# Ludwig von Schröder
August Ludwig von Schröder (Hintzenkamp na Eggesinu, 17. srpnja 1854. -  Berlin, 23. srpnja 1933.) je bio njemački admiral i vojni zapovjednik. Tijekom Prvog svjetskog rata zapovijedao je Mornaričkim korpusom na Zapadnom bojištu. 

## Vojna karijera
Ludwig von Schröder rođen je 17. srpnja 1854. u Hintzenkampu na Eggesinu. U prusku mornaricu stupio je odmah nakon njenog osnivanja 1871. godine. Nakon toga služi je na raznim brodovima i to na SMS Blitzu, SMS Moltkeu, kao i na bojnom krstašu SMS Vineti. U listopadu 1907. postaje zapovjednikom 2. eskadre bojnih krstaša, da bi nakon toga obavljao dužnost zapovjednika Baltičkog pomorskog područja. U siječnju 1911. promaknut je u čin admirala, da bi godinu dana kasnije u veljači 1912. dobio plemićku titulu. U svibnju 1912. Schröder je najprije premješten u pričuvu, dok je godinu dana nakon toga bio umirovljen.

## Prvi svjetski rat
Na početku Prvog svjetskog rata Schröder je reaktiviran, te postaje zapovjednikom mornaričke divizije koja se posebno istakla u opsadi Antwerpena. U studenom 1914. imenovan je zapovjednikom novoformiranog Mornaričkog korpusa, te zapovijeda i pomorskim snagama koje su štitile novo osvojene kanalske luke Oostende i Zeebrugge. Zapovijedajući Mornaričkim korpusom Schröder je sudjelovao u svim bitkama koje su se tijekom rata vodile u Flandriji i kod Ypresa. Za uspješno zapovijedanje Schröder je 20. listopada 1915. odlikovan ordenom Pour le Mérite, te je dobio nadimak Lav Flandrije.
Pred kraj rata Schröder je premješten na Baltik. Kada je izbila pobuna mornara u Kielu, od cara je dobio naredbu da istu uguši oštrim mjerama. Schröder je savjetovao kancelara Maximiliana Badenskog da su mjere koje je trebao poduzeti preoštre tako da naredbe cara nisu provedene.

## Poslije rata
Nakon završetka rata Schröder se 12. prosinca 1918. ponovno umirovio. Bio je aktivan među umirovljenim časnicima, te je 1920. postao prvim predsjednikom Unije njemačkih časnika. Preminuo je 23. srpnja 1933. godine u Berlinu, te je pokopan na berlinskom groblju Invalidenfriedhof.

## Vanjske poveznice
(eng.) Ludwig von Schröder na stranici First World War.com

(eng.) Ludwig von Schröder na stranici Prussianmachine.com

(njem.) Ludwig von Schröder na stranici Deutschland14-18.de  Arhivirana inačica izvorne stranice od 2. travnja 2016. (Wayback Machine)